# Selección de fútbol de Padania
La selección de fútbol de Padania, oficialmente Padania Football Association A.S.D., es una selección de fútbol no profesional.  No está afiliada a la FIFA ni a la UEFA, sin embargo el equipo es miembro  de ConIFA.

## Uniforme
La camiseta es blanca con la cruz roja de San Jorge, pantalón negro y medias rojas.

## Partidos

### Copa Mundial VIVA
| Fecha               | Estadio                       | Lugar               |         | Rival         | Resultado |
| ------------------- | ----------------------------- | ------------------- | ------- | ------------- | --------- |
| 8 de julio de 2008  | Gällivare Stadium             | Gällivare, Laponia  | Padania | Provenza      | 6-1       |
| 10 de junio de 2008 | Gällivare Stadium             | Gällivare, Laponia  | Padania | Kurdistán     | 2-1       |
| 11 de junio de 2008 | Malmberget Stadium            | Malmberget, Laponia | Padania | Laponia       | 2-0       |
| 12 de junio de 2008 | Malmberget Stadium            | Malmberget, Laponia | Padania | Pueblo Arameo | 4-1       |
| 13 de junio de 2008 | Gällivare Stadium             | Gällivare, Laponia  | Padania | Pueblo Arameo | 2-0       |
| 22 de junio de 2009 | Estadio Silvio Piola          | Novara, Italia      | Padania | Occitania     | 1-0       |
| 24 de junio de 2009 | Stadio Mario Rigamonti        | Brescia, Italia     | Padania | Kurdistán     | 2-1       |
| 25 de junio de 2009 | Estadio Franco Ossola         | Varese, Italia      | Padania | Laponia       | 4-0       |
| 27 de junio de 2009 | Estadio Marcantonio Bentegodi | Verona, Italia      | Padania | Kurdistán     | 2-0       |
| 31 de mayo de 2010  | Estadio Gozo                  | Xewkija, Gozo       | Padania | Gozo          | 2-1       |
| 1 de junio de 2010  | Estadio Gozo                  | Xewkija, Gozo       | Padania | Occitania     | 1-0       |
| 4 de junio de 2010  | Estadio Gozo                  | Xewkija, Gozo       | Padania | Dos Sicilias  | 2-0       |
| 5 de junio de 2010  | Estadio Gozo                  | Xewkija, Gozo       | Padania | Kurdistán     | 1-0       |

### Copa Mundial de ConIFA
| Fecha              | Estadio                    | Lugar                  |         | Rival            | Resultado      |
| ------------------ | -------------------------- | ---------------------- | ------- | ---------------- | -------------- |
| 1 de junio de 2014 | Jämtkraft Arena            | Östersund, Laponia     | Padania | Darfur           | 20-0           |
| 3 de junio de 2014 | Jämtkraft Arena            | Östersund, Laponia     | Padania | Osetia del Sur   | 3-1            |
| 4 de junio de 2014 | Jämtkraft Arena            | Östersund, Laponia     | Padania | Niza             | 1-2            |
| 5 de junio de 2014 | Jämtkraft Arena            | Östersund, Laponia     | Padania | Abjasia          | 3-3 (pen. 4-2) |
| 7 de junio de 2014 | Jämtkraft Arena            | Östersund, Laponia     | Padania | Kurdistán        | 1-1 (pen. 4-3) |
| 29 de mayo de 2016 | Estadio Daur Akhvlediani   | Gagra, Abjasia         | Padania | Chipre del Norte | 1-2            |
| 30 de mayo de 2016 | Estadio Daur Akhvlediani   | Gagra, Abjasia         | Padania | Recia            | 6-0            |
| 2 de junio de 2016 | Estadio Dinamo             | Sujumi, Abjasia        | Padania | Kurdistán        | 2-2 (pen. 7-6) |
| 4 de junio de 2016 | Estadio Dinamo             | Sujumi, Abjasia        | Padania | Panjab           | 0-1            |
| 5 de junio de 2016 | Estadio Dinamo             | Sujumi, Abjasia        | Padania | Chipre del Norte | 0-2            |
| 31 de mayo de 2018 | Garden Green Lane          | Sutton, Inglaterra     | Padania | Matabelelandia   | 6-1            |
| 2 de junio de 2018 | Coles Park                 | Haringey, Inglaterra   | Padania | Tuvalu           | 8-0            |
| 3 de junio de 2018 | Bedfont Recreation Ground  | Bedfont, Inglaterra    | Padania | País Sículo      | 3-1            |
| 5 de junio de 2018 | Larges Lane                | Bracknell, Inglaterra  | Padania | Panjab           | 2-0            |
| 7 de junio de 2018 | Colston Avenue             | Carshalton, Inglaterra | Padania | Chipre del Norte | 2-3            |
| 9 de junio de 2018 | Queen Elizabeth II Stadium | Enfield, Inglaterra    | Padania | País Sículo      | 0-0 (pen. 5-4) |

### Copa Europa de ConIFA
| Fecha               | Estadio                    | Lugar                               |         | Rival            | Resultado      |
| ------------------- | -------------------------- | ----------------------------------- | ------- | ---------------- | -------------- |
| 17 de junio de 2015 |                            | Debrecen, Hungría                   | Padania | Pueblo Gitano    | 3-2            |
| 19 de junio de 2015 |                            | Debrecen, Hungría                   | Padania | Ellan Vannin     | 1-0            |
| 20 de junio de 2015 |                            | Debrecen, Hungría                   | Padania | Alta Hungría     | 5-0            |
| 21 de junio de 2015 |                            | Debrecen, Hungría                   | Padania | Niza             | 4-1            |
| 5 de junio de 2017  | Üner Berkalp Stadium       | Morphou, Chipre del Norte           | Padania | Ellan Vannin     | 1-0            |
| 6 de junio de 2017  | Dr. Fazıl Küçük Stadium    | Famagusta, Chipre del Norte         | Padania | País Sículo      | 1-1            |
| 7 de junio de 2017  | Estadio Atatürk de Nicosia | Nicosia del Norte, Chipre del Norte | Padania | País Sículo      | 2-0            |
| 9 de junio de 2017  | Mete Adanır Stadium        | Kyrenia, Chipre del Norte           | Padania | Abjasia          | 0-0 (pen. 6-5) |
| 10 de junio de 2017 | Estadio Atatürk de Nicosia | Nicosia del Norte, Chipre del Norte | Padania | Chipre del Norte | 1-1 (pen. 4-2) |

### Otros partidos
| Fecha                   | Estadio                            | Lugar                      |         | Rival              | Resultado      |
| ----------------------- | ---------------------------------- | -------------------------- | ------- | ------------------ | -------------- |
| 1 de marzo de 1998      |                                    | Benevento, Italia          | Padania | Ausonia            | 0-2            |
| 22 de marzo de 1998     | Stadio F. Ossola                   | Varese, Italia             | Padania | Ausonia            | 3-0            |
| 13 de abril de 1998     |                                    | Broni, Italia              | Padania | Oltrepò            | 0-1            |
| 24 de marzo de 1998     |                                    | Alassio, Italia            | Padania | Còsta Azzura       | 4-1            |
| 7 de junio de 1998      |                                    | Marnaz, Francia            | Padania | Saboya             | 3-3 (pen. 7-8) |
| 18 de junio de 1998     |                                    | Bassano del Grappa, Italia | Padania | Tirol del Sur      | 12-0           |
| 5 de abril de 1999      |                                    | Corte Franca, Italia       | Padania | Franciacorta       | 3-3 (pen. 8-7) |
| 23 de junio de 1999     | Stadio Mario Rigamonti-Mario Ceppi | Lecco, Italia              | Padania | Olimpija Ljubljana | 0-0 (pen. 5-4) |
| 4 de julio de 1999      |                                    | Saint-Pierre, Italia       | Padania | Arpitania          | 1-2            |
| 18 de junio de 2000     | Estadio Brianteo                   | Monza, Italia              | Padania | England All Stars  | 1-1 (pen. 2-4) |
| 19 de noviembre de 2008 | Stadio Omobono Tenni               | Treviso, Italia            | Padania | NK Zagreb          | 2-1            |
| 7 de junio de 2008      |                                    | Mozzecane, Italia          | Padania | Athletic Mozzecane | 6-0            |
| 30 de abril de 2009     |                                    | Darfo Boario Terme, Italia | Padania | Dos Sicilias       | 0-0 (pen. 3-1) |
| 30 de abril de 2009     |                                    | Darfo Boario Terme, Italia | Padania | Darfo Boario       | 0-0            |
| 11 de marzo de 2010     |                                    | Rodengo-Saiano, Italia     | Padania | Provenza           | 1-3            |

## Estadísticas

### Copa Mundial VIVA
| Año   | Posición     | PJ           | PG           | PE           | PP           | GF           | GC           |              |
| ----- | ------------ | ------------ | ------------ | ------------ | ------------ | ------------ | ------------ | ------------ |
| 2006  | No participó | No participó | No participó | No participó | No participó | No participó | No participó | No participó |
| 2008  | 1.º          | 5            | 5            | 0            | 0            | 16           | 3            |              |
| 2009  | 1.º          | 4            | 4            | 0            | 0            | 9            | 1            |              |
| 2010  | 1.º          | 4            | 4            | 0            | 0            | 6            | 1            |              |
| 2012  | No participó | No participó | No participó | No participó | No participó | No participó | No participó | No participó |
| Total | 3/5          | 13           | 13           | 0            | 0            | 31           | 5            |              |

### Copa Mundial de ConIFA
| Año   | Posición         | PJ               | PG               | PE               | PP               | GF               | GC               |
| ----- | ---------------- | ---------------- | ---------------- | ---------------- | ---------------- | ---------------- | ---------------- |
| 2014  | 5.º              | 5                | 2                | 2                | 1                | 28               | 7                |
| 2016  | 4.º              | 5                | 1                | 1                | 3                | 9                | 7                |
| 2018  | 3.º              | 6                | 4                | 1                | 1                | 21               | 5                |
| 2020  | Evento cancelado | Evento cancelado | Evento cancelado | Evento cancelado | Evento cancelado | Evento cancelado | Evento cancelado |
| Total | 3/4              | 16               | 7                | 4                | 5                | 58               | 19               |

### Copa Europa de ConIFA
| Año   | Posición       | PJ             | PG             | PE             | PP             | GF             | GC             |
| ----- | -------------- | -------------- | -------------- | -------------- | -------------- | -------------- | -------------- |
| 2015  | 1.º            | 4              | 4              | 0              | 0              | 13             | 3              |
| 2017  | 1.º            | 5              | 2              | 3              | 0              | 5              | 2              |
| 2019  | 6.º            | 5              | 2              | 1              | 2              | 10             | 5              |
| 2021  | Por disputarse | Por disputarse | Por disputarse | Por disputarse | Por disputarse | Por disputarse | Por disputarse |
| Total | 3/3            | 14             | 8              | 4              | 2              | 28             | 10             |